# Czubce
Czubce (Falcunculidae) – monotypowa rodzina ptaków z podrzędu śpiewających (Oscines) w obrębie rzędu wróblowych (Passeriformes).

## Zasięg występowania
Rodzina obejmuje gatunki występujące w Australii.

## Morfologia
Długość ciała 16–19 cm; masa ciała 27–33 g.

## Systematyka

### Etymologia
Falcunculus: łac. falco, falconis „sokół”, od flectere „zaginać, wygiąć”; przyrostek zdrabniający -ulus.

### Podział systematyczny
Rodzaj Falcunculus bywał włączany do rodziny fletówek (Pachycephalidae), jednak nie jest on z nimi blisko spokrewniony. Systematyka na poziomie gatunków nadal jest dyskusyjna, IOC łączy ww. taksony w jeden gatunek.
Do rodziny należy jeden rodzaj z trzema gatunkami:
- Falcunculus whitei A.J. Campbell, 1910 – czubiec mały
- Falcunculus leucogaster Gould, 1838 – czubiec białobrzuchy
- Falcunculus frontatus (Latham, 1801) – czubiec żółtobrzuchy